# Pitilete
Pitilete ist eine historische Befestigungsanlage im osttimoresischen Suco Tutuala (Gemeinde Lautém). Im Portugiesischen werden solche Anlagen als Tranqueira (deutsch Deckung, Verschanzung) bezeichnet.
Die Überreste liegen auf der Insel Jaco, die der Ostspitze Timors vorgelagert ist. Sie ist nach Lai Vai die zweitälteste befestigte Siedlung auf Jaco. Jünger ist Honolati. Alle drei Siedlungen gehörten dem Clan (fataluku: ratu) der Zenlai, bevor er nach Timor selbst umsiedelte.